# Hachirōgata (stacja kolejowa)
Hachirōgata (jap. 八郎潟駅 Hachirōgata-eki) – stacja kolejowa w Hachirōgata, w prefekturze Akita, w Japonii.
Stacja położona jest na osiedlu Nakata.
Znajduje się na linii Ōu-honsen, między stacjami Koikawa i Ikawa-Sakura.
Powstała 1 sierpnia 1902 roku.